# Sumérogramme

Sumérogramme transcrit NIN (femme).

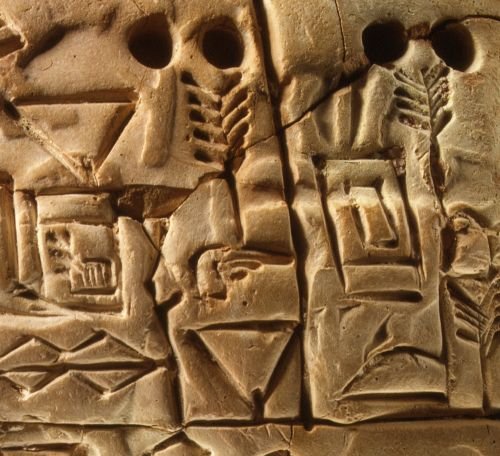
Tablette administrative de la période de Djemdet Nasr.

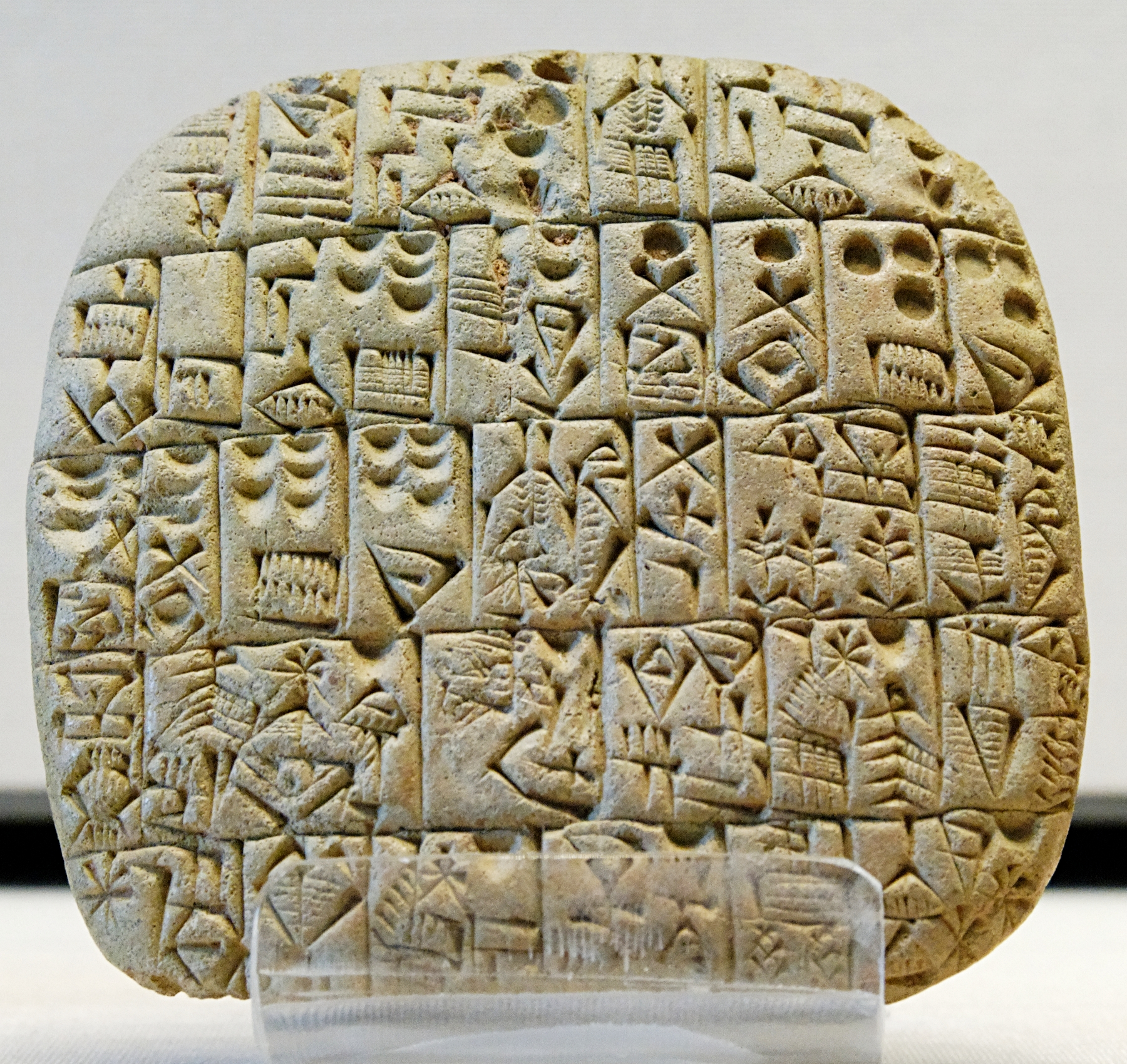
Contrat sumérien, relatant la vente d'un champ et d'une maison, vers 2600 av. J.-C.

Un sumérogramme est un caractère ou un groupe de caractères cunéiformes sumériens employé comme idéogramme ou logogramme, en remplacement d'un syllabogramme.
Il est employé comme représentation graphique pour écrire une langue différente du sumérien, comme l'akkadien ou le hittite. L'emploi de ce genre de logogrammes est plus ou moins systématique lorsque le système cunéiforme de Mésopotamie intègre des éléments d'origine non sumérienne. Leur fréquence dans un texte va varier selon l'époque, le style de l'auteur, le sujet abordé.

## Assyrologie
Les sumérogrammes sont normalement transcrits en majuscules (voir l'exemple « NIN ») et séparés par des points.
Néanmoins, l'écriture en majuscule du nom d'un signe cunéiforme est une convention moderne de l'assyriologie. La majorité des signes peut correspondre à la transcription de plusieurs sons en sumérien. Le lecteur de textes assyriens ou hittites qui emploient des sumérogrammes n'a dès lors pas la nécessité de connaître la langue sumérienne puisque ces sumérogrammes sont des idéogrammes ou des logogrammes, dont la signification se substitue à la prononciation du mot correspondant dans la langue d'un texte. Toujours dans le système de transcription des sumérogrammes, un exposant qui précède un mot est appelé déterminatif, et indique la classe sémantique d'appartenance du mot, ce qui évite ainsi les confusion en précisant le champ sémantique auquel appartient l'idéogramme.
Par exemple, le nom du dieu babylonien Marduk, écrit dans un texte cunéiforme sous la forme d'un sumérogramme, sera transcrit dAMAR.UTU. De même, le roi hittite Kurunta voit son nom, écrit en sumérogramme dans une tablette cunéiforme sumérienne, transcrit par dLAMMA, LAMMA étant le sumérogramme pour le cerf, animal tutélaire de Kurunta dans le panthéon louvite.
Dans les lettres d'Amarna, la « Dame aux lions (en) », locution qui désigne la reine mère babylonienne, est transcrit NIN (en).UR.MAH.MEŠ, composé de NIN (« dame, femme ») et de UR.MAH.MEŠ (« des lions, aux lions »). La prononciation en assyrien ne peut qu'être supposée, à partir d'une source tierce.

## Emplois similaires
Parallèlement aux sumérogrammes, le même phénomène existe en akkadien. L'écriture d'autres langues, comme le hittite, dans un texte en akkadien, est marquée par l'emploi d'idéogrammes, connus sous le nom d'akkadogrammes.